# Ernesto Feria Jaldón
Ernesto Feria Jaldón (Villanueva de los Castillejos, 17 de febrero de 1922 - 19 de octubre de 1993) fue un médico y escritor español. Es autor de una obra ensayística considerada como una interesante aportación en el ámbito creativo del pensamiento.

## Biografía
Fue médico de profesión y ejerció siempre en el ámbito de la medicina rural. Aunque comenzó los estudios en Granada, su formación transcurrió fundamentalmente en la Universidad de Madrid donde estuvo, por espacio de 5 años, como interno, en el servicio de Carlos Jiménez Díaz, con el grupo que después constituiría la Clínica de la Concepción y bajo el tutelaje de Eloy López García. Estudió, pues, en los años 40, en un lugar crucial para la formación médica en la España de entonces. Ejerció su profesión en pueblos de la provincia de Huelva destacando dos de ellos: Gibraleón, donde pasó 22 años de su ejercicio profesional, y Villanueva de los Castillejos, su pueblo natal, en el que se jubiló.
De niño fue un apasionado lector y desde muy joven sintió la inquietud de la escritura, pero no fue hasta el año 1962 cuando empezó a enviar trabajos de crítica filosófica al periódico Odiel de Huelva. Desde entonces y hasta su muerte, sería un colaborador habitual en la prensa de esta ciudad con “artículos de fondo” de corte filosófico, antropológico o literario. 
Inmerso en el ambiente cultural de Huelva fue, entre 1968 y 1970, presidente del Ateneo de esta ciudad, institución que con él desapareció debido a razones políticas.
Conferenciante en multitud de ocasiones, dejó escrita e inédita una interesante obra ensayística de pensamiento que se ha publicado tras su fallecimiento. En vida sólo vio la luz su libro "Juan Ramón Jiménez. Psicocrítica", editado en 1987 por la Caja Provincial de Ahorros de Huelva, libro que además sirvió de guía para un programa emitido por Televisión Española ese mismo año: Juan Ramón de fondo.

## Pensamiento
Aunque Ernesto Feria Jaldón escribió, para su publicación, un libro de poesía: "Cuando no queda nada", y guardó algunos poemas entre sus papeles, su creación intelectual es principalmente ensayística. 
Dos son las grandes vertientes por donde discurrió su pensamiento: de una parte el ensayo filosófico, que plasmó en dos libros y en una buena cantidad de artículos; y de otra, los trabajos de psicocrítica o patografía que dedicó a sus escritores preferidos: Juan Ramón Jiménez, Franz Kafka y Charles Baudelaire. En estas dos líneas ensayísticas se encuentran otros escritos suyos, de menor envergadura, pero similar temática, tal es el caso de sus “artículos de fondo” periodísticos publicados en la prensa de Huelva, de los cuales en 1994 se editó una selección; y de sus pequeños trabajos, aún inéditos, dedicados a Charles Manson, Jim Jones y Rainer María Rilke. Escribió, además, unas memorias: "De re medica"; y, al morir dejó, a falta de una última redacción final, un trabajo de mitología comparada y psicoanálisis titulado "Héroes y Símbolos".
Ernesto Feria Jaldón pertenece a esa tradición de médicos filósofos humanistas españoles, que tan interesantes aportaciones han hecho en el campo de la Cultura. Su pensamiento bebe de las fuentes de la llamada "Filosofía de la Sospecha" (Maestros de la sospecha: Marx, Nietzsche y Freud), pero también de la Antropología Estructural, interesándose sobre todo por el problema del “conocimiento de uno mismo”, por saber por qué somos ignorantes de nuestro Ser y qué barreras dificultan ese conocimiento.
Su perspectiva intelectual estaba íntimamente vinculada a su circunstancia vital: era médico, y esta relación entre Medicina y Filosofía determinó, sobremanera, su producción intelectual.
La primera cuestión que aborda en su creación filosófica es el problema de la Libertad. Hijo de su tiempo, parte de los presupuestos fenomenológicos del existencialismo, construyendo a partir de ahí un discurso filosófico apoyado básicamente en el psicoanálisis -las obras de Freud y Lacan- y en algunas categorías marxistas –crítica de las ideologías y de la alienación-. Su obra "El deseo y la libertad. Notas para una ontología científica", entre otras cuestiones, recoge toda su reflexión acerca de la necesidad de incorporar el ámbito de “lo Inconsciente” a la hora de abordar el problema de la Libertad.
Otra tesis central en su obra es la importancia concedida al fenómeno de la Tecnología, a la que concibe como un instrumento del Deseo humano para ejercer la dominación del hombre por el hombre. Causa y consecuencia del individualismo desatado de nuestro tiempo, para él la Tecnología es la herramienta mediante la cual el hombre hace “superfluo” al hombre. Esta teoría acerca de lo Superfluo, aplicada a lo interhumano y al deseo, es una aportación de gran interés en el conjunto de su obra. Su tesis acerca de la Tecnología está desarrollada en su obra "Crítica de la Razón tecnológica".
El tercer eje sobre el que gravita su creación es el de la Psicocrítica. Con la herramienta psicoanalítica de la mano, se introduce en el pensamiento y en la obra de ciertos autores que para él tienen una significación especial. Nos muestra el “pathos” artístico de estos escritores, tratando de dar unidad a sus vidas/obras y construyendo, en torno a ellos, un penetrante y esclarecedor análisis psicológico que amplifica, de manera considerable, sus dimensiones. Sus trabajos de psicocrítica son: "Juan Ramón Jiménez. Psicocrítica" (1987, 2006), "Estudios sobre Kafka" (2000) y "Baudelaire: su corazón al desnudo. Seguido de comentarios a los Pequeños Poemas en Prosa" (2005)
Su obra es la de un individuo aislado intelectualmente (José Antonio Gómez Marín lo definió, acertadamente, como "el saber insular"), pero que no por ello carece de originalidad y brillantez. En ella encontramos una creación apasionada y tremendamente personal, y por eso auténtica y verdadera, pues es testimonio de una búsqueda que nada le debe ni a la fama, ni al poder, ni al halago. Obra de soledad, pero radicalmente viva, porque en sus renglones se respira y vive lo más lúcido del pensamiento europeo del siglo XX.

## Obras
- Juan Ramón Jiménez. Psicocrítica. Caja Provincial de Ahorros de Huelva; 1987. ISBN 84-7580-480-2 y Fundación Juan Ramón Jiménez; 2006. ISBN 84-8163-389-5
- Crítica de la razón tecnológica. Diputación Provincial de Huelva; 1994. ISBN 84-86842-75-1
- Artículos. Diputación Provincial de Huelva; 1994. ISBN 84-8163-008-X
- Cuando no queda nada. Diputación Provincial de Huelva; 1998. ISBN 84-8163-157-4
- Estudios sobre Kafka. Renacimiento; 2000. ISBN 84-89371-80-6
- El Deseo y la Libertad. Notas para una Ontología Científica. Ediciones Alfar; 2004. ISBN 84-7898-218-3
- Baudelaire, su corazón al desnudo. Seguido de comentarios a los Pequeños Poemas en Prosa. Huerga y Fierro editores; 2005. ISBN 84-8374-547-X
- De re medica. Vida y pensamiento de un médico rural. Huelva: Universidad de Huelva; 2011. ISBN 978-8415147404[1]